# Stacy Margolin
Pour les articles homonymes, voir Margolin et Stacy.
Stacy Margolin (née le 5 avril 1959) est une joueuse de tennis américaine, professionnelle dans les années 1980.

## Palmarès

### Titre en simple dames
| No | Date       | Nom et lieu du tournoi                     | Catégorie | Dotation | Surface | Finaliste      | Score    |          |
| -- | ---------- | ------------------------------------------ | --------- | -------- | ------- | -------------- | -------- | -------- |
| 1  | 11-09-1978 | Women in Tennis International, San Antonio |           | 35 000 $ | NC      | Yvonne Vermaak | 7-5, 6-1 | Parcours |

### Finales en simple dames
| No | Date       | Nom et lieu du tournoi                   | Catégorie | Dotation | Surface    | Vainqueure    | Score              |          |
| -- | ---------- | ---------------------------------------- | --------- | -------- | ---------- | ------------- | ------------------ | -------- |
| 1  | 10-01-1977 | Portland, Portland                       |           | NC       | Dur (int.) | Tracy Austin  | 6-7, 6-3, 4-1, ab. |          |
| 2  | 07-01-1980 | Avon Futures of Bakersfield, Bakersfield | Futures   | 25 000 $ | Dur (ext.) | Lucia Romanov | 6-4, 6-1           | Parcours |

### Titre en double dames
Aucun

### Finale en double dames
Aucune

## Parcours en Grand Chelem

### En simple dames
| Année | Open d'Australie (janvier) | Open d'Australie (janvier) | Internationaux de France | Internationaux de France | Wimbledon       | Wimbledon        | US Open         | US Open          | Open d'Australie (décembre) | Open d'Australie (décembre) |
| ----- | -------------------------- | -------------------------- | ------------------------ | ------------------------ | --------------- | ---------------- | --------------- | ---------------- | --------------------------- | --------------------------- |
| 1977  | -                          | -                          | -                        | -                        | -               | -                | 2e tour (1/32)  | Florenta Mihai   | -                           | -                           |
| 1978  | n/a                        | n/a                        | -                        | -                        | 2e tour (1/32)  | Betty Stöve      | 4e tour (1/8)   | Virginia Ruzici  | -                           | -                           |
| 1979  | n/a                        | n/a                        | -                        | -                        | 2e tour (1/32)  | Wendy White      | 3e tour (1/16)  | Billie Jean King | -                           | -                           |
| 1980  | n/a                        | n/a                        | 1er tour (1/32)          | Jeanne Duvall            | 3e tour (1/16)  | Dianne Fromholtz | 3e tour (1/16)  | Renáta Tomanová  | -                           | -                           |
| 1981  | n/a                        | n/a                        | 2e tour (1/32)           | Eva Pfaff                | 1er tour (1/64) | Nina Bohm        | 1er tour (1/64) | Jeanne Duvall    | -                           | -                           |
| 1982  | n/a                        | n/a                        | 3e tour (1/16)           | Ivanna Madruga           | 1er tour (1/64) | Kathy Rinaldi    | 1er tour (1/64) | Heather Crowe    | -                           | -                           |

À droite du résultat, l’ultime adversaire.

### En double dames
| Année | Open d'Australie (janvier) | Open d'Australie (janvier) | Internationaux de France      | Internationaux de France    | Wimbledon                      | Wimbledon                  | US Open                       | US Open                   | Open d'Australie (décembre) | Open d'Australie (décembre) |
| ----- | -------------------------- | -------------------------- | ----------------------------- | --------------------------- | ------------------------------ | -------------------------- | ----------------------------- | ------------------------- | --------------------------- | --------------------------- |
| 1977  | -                          | -                          | -                             | -                           | -                              | -                          | 1er tour (1/32) Peanut Louie  | Linky Boshoff Ilana Kloss | -                           | -                           |
| 1978  | n/a                        | n/a                        | -                             | -                           | -                              | -                          | 1er tour (1/32) Sherry Acker  | Chris O'Neil Paula Smith  | -                           | -                           |
| 1979  | n/a                        | n/a                        | -                             | -                           | 2e tour (1/16) A. M. Fernández | Leslie Allen Rayni Fox     | 2e tour (1/16) Greer Stevens  | R. Maršíková R. Tomanová  | -                           | -                           |
| 1980  | n/a                        | n/a                        | 2e tour (1/8) Kate Latham     | H. Mandlíková R. Tomanová   | 2e tour (1/16) Penny Johnson   | Kim Jones Lindsay Morse    | 2e tour (1/16) R. Fairbank    | Diane Desfor B. Hallquist | -                           | -                           |
| 1981  | n/a                        | n/a                        | 3e tour (1/8) Anne White      | C. Reynolds Paula Smith     | 2e tour (1/16) Anne White      | A. Buchanan Kim Sands      | 1er tour (1/32) Nancy Yeargin | Henricksson Trey Lewis    | -                           | -                           |
| 1982  | n/a                        | n/a                        | 1er tour (1/32) Trey Lewis    | Pam Casale L. Thompson      | 1er tour (1/32) Peanut Louie   | Laura duPont B. Jordan     | 1er tour (1/32) Peanut Louie  | Susan Leo Pam Whytcross   | -                           | -                           |
| 1983  | n/a                        | n/a                        | 1er tour (1/32) G. Ohaco      | Barbara Rossi K. Skronská   | 2e tour (1/16) Kim Jones       | Mima Jaušovec Kathy Jordan | -                             | -                         | -                           | -                           |
| 1984  | n/a                        | n/a                        | 1er tour (1/32) Helena Manset | Helena Suková Virginia Wade | 1er tour (1/32) Helena Manset  | K. Kinney Rene Mentz       | 2e tour (1/16) Beth Norton    | A. Moulton Paula Smith    | -                           | -                           |

Sous le résultat, la partenaire ; à droite, l’ultime équipe adverse.

### En double mixte
| Année | Open d'Australie (janvier), | Open d'Australie (janvier), | Internationaux de France     | Internationaux de France | Wimbledon                   | Wimbledon                | US Open                       | US Open                     | Open d'Australie (décembre), | Open d'Australie (décembre), |
| ----- | --------------------------- | --------------------------- | ---------------------------- | ------------------------ | --------------------------- | ------------------------ | ----------------------------- | --------------------------- | ---------------------------- | ---------------------------- |
| 1977  | n/a                         | n/a                         | -                            | -                        | -                           | -                        | 1er tour (1/16) Trey Waltke   | Kerry Reid Grover Reid      | n/a                          | n/a                          |
| 1978  | n/a                         | n/a                         | -                            | -                        | 2e tour (1/16) John McEnroe | Ilana Kloss Chris Kachel | 3e tour (1/8) John McEnroe    | Anne Smith Stan Smith       | n/a                          | n/a                          |
| 1979  | n/a                         | n/a                         | -                            | -                        | -                           | -                        | 1er tour (1/16) Mike Margolin | Betty Stöve Frew McMillan   | n/a                          | n/a                          |
| 1980  | n/a                         | n/a                         | 1er tour (1/16) F. Buehning  | Leslie Allen C. Lewis    | -                           | -                        | 1er tour (1/16) Mike Margolin | B. Jordan Tracy Delatte     | n/a                          | n/a                          |
| 1981  | n/a                         | n/a                         | -                            | -                        | -                           | -                        | 1er tour (1/16) Mike Margolin | Bettina Bunge Dick Stockton | n/a                          | n/a                          |
| 1982  | n/a                         | n/a                         | -                            | -                        | 2e tour (1/16) Chris Dunk   | Anne White Chip Hooper   | -                             | -                           | n/a                          | n/a                          |
| 1984  | n/a                         | n/a                         | 1er tour (1/32) Sean Brawley | M. Maleeva Mike Leach    | -                           | -                        | -                             | -                           | n/a                          | n/a                          |

Sous le résultat, le partenaire ; à droite, l’ultime équipe adverse.

## Classements WTA

### Classements en simple en fin de saison
| Année | 1983 | 1986 |
| Rang  | 171  | 471  |

Source : (en) « Classements de Stacy Margolin », sur le site officiel du WTA Tour